# Algor mortis
Algor mortis (do latim algor, frio, e mortis, morte) ou esfriamento do cadáver é a redução linear da temperatura do cadáver que ocorre a partir da morte.

## Explicação
Uma vez cessadas as funções vitais, o corpo esfria a uma média de 1 °C a 1,5 °C por hora. Considerando que a temperatura média de um ser humano é entre 36 °C e 37 °C, o cadáver atinge a temperatura do ambiente em 24 horas, no máximo.
A circulação do sangue pelo corpo é responsável por mantê-lo aquecido. Quando se morre o sangue para de circular e consequentemente de  aquecer o corpo, fazendo com que este se resfrie e adquira a temperatura do ambiente em que se encontra. É por isso que tocar num morto dá a sensação de que o cadáver está frio, já que o sangue da pessoa viva ainda circula e a mantém em uma temperatura mais elevada.
O algor mortis tem importante papel na resolução de crimes, já que dependendo da temperatura do cadáver é possível estimar a hora da morte.

## Equação de Glaister
A equação de Glaister  estima quantas horas se passaram desde a morte usando uma função linear da temperatura retal:
Nº de horas = (36.9 °C - [temperatura retal em Celsius])/ 1,5